# Jörg Ratgeb, Maler
Pour plus de détails, voir Fiche technique et Distribution.
Jörg Ratgeb, Maler (littéralement « Jörg Ratgeb, peintre ») est un film est-allemand réalisé par Bernhard Stephan, sorti en 1978.

## Synopsis
La vie du peintre Jörg Ratgeb.

## Fiche technique
- Titre : Jörg Ratgeb, Maler
- Réalisation : Bernhard Stephan
- Scénario : Manfred Freitag et Joachim Nestler
- Musique : Andrzej Korzynski
- Photographie : Otto Hanisch
- Montage : Brigitte Krex
- Société de production : Deutsche Film
- Pays :  Allemagne de l'Est
- Genre : Biopic, drame et historique
- Durée : 101 minutes
- Dates de sortie : 
  -  Allemagne de l'Est : 26 mai 1978

## Distribution
- Alois Svehlík : Jörg Ratgeb
- Margrit Tenner : Barbara
- Olgierd Lukaszewicz : Bischof
- Günter Naumann : Joß Fritz
- Małgorzata Braunek : la jeune paysanne
- Henry Hübchen : Thomas Niedler
- Rolf Hoppe : Gaukler
- Marylu Poolman : sa femme
- Martin Trettau : Albrecht Dürer
- Helga Göring : Agnes Dürer
- Hilmar Baumann : Vogt
- Thomas Neumann : Christoph Enderlin
- Monika Hildebrand : Mme. Ratgeb

## Distinctions
Le film a été présenté en sélection officielle en compétition lors de la Berlinale 1978.